# Mahmadu Alphajor Bah
Mahmadu Alphajor Bah (Kabala, 1 de enero de 1977-Freetown, 21 de septiembre de 2016) fue un futbolista sierraleonés que jugaba en la demarcación de centrocampista.

## Selección nacional
Jugó un total de 18 partidos y anotó tres goles para la selección de fútbol de Sierra Leona. Hizo su debut el 17 de junio de 2000 en un partido de clasificación para la Copa Mundial de Fútbol de 2002 contra Nigeria que finalizó con un resultado de 2-0 a favor del combinado nigeriano tras los goles de Jay Jay Okocha y Benedict Akwuegbu. Su primer gol para la selección lo anotó el 5 de mayo de 2001 contra Ghana. Su último encuentro para Sierra Leona se celebró el 11 de octubre de 2008 en un partido de clasificación para la Copa Mundial de Fútbol de 2010 contra Nigeria.

### Goles internacionales
| # | Fecha                   | Estadio                                                  | Oponente          | Gol | Resultado | Competición                                             |
| - | ----------------------- | -------------------------------------------------------- | ----------------- | --- | --------- | ------------------------------------------------------- |
| 1 | 5 de mayo de 2001       | Estadio Nacional de Sierra Leona, Freetown, Sierra Leona | Ghana             | 1–1 | 1–1       | Clasificación para la Copa Mundial de Fútbol de 2002    |
| 2 | 8 de septiembre de 2002 | Estadio Internacional, Malabo, Guinea Ecuatorial         | Guinea Ecuatorial | 0-1 | 1-3       | Clasificación para la Copa Africana de Naciones de 2004 |
| 3 | 12 de octubre de 2002   | Estadio Nacional de Sierra Leona, Freetown, Sierra Leona | Gabón             | 2–0 | 2–0       | Clasificación para la Copa Africana de Naciones de 2004 |

## Clubes
| Club                 | País           | Año         | Partidos | Goles |
| -------------------- | -------------- | ----------- | -------- | ----- |
| KSC Lokeren          | Bélgica        | 1994 - 1996 | 15       | 1     |
| Chunnam Dragons      | Corea del Sur  | 1997 - 1998 | 30       | 7     |
| Xiamen Blue Lions FC | China          | 1999 - 2003 | 70       | 6     |
| Zhejiang Lücheng     | China          | 2004        | 21       | 3     |
| Halmstads BK         | Suecia         | 2005        | 9        | 0     |
| Al-Qadisiya          | Arabia Saudita | 2005 - 2007 |          |       |
| Mighty Blackpool     | Sierra Leona   | 2007 - 2008 |          |       |
| Al-Sailiya SC        | Catar          | 2008 - 2009 | 4        | 0     |
| Perlis FA            | Malasia        | 2012        |          |       |